# Katerw (imię)
Katerw, Katerwiusz, (łac.) Catervius – imię męskie pochodzenia łacińskiego powstałe z wyrazu caterva (tłum, gromada), co można rozumieć jako “należący do oddziału” czy “trupy aktorów”. Imieniny obchodzi 1 grudnia i 17 października.